# Sounder
Sounder is een dramafilm uit 1972 geregisseerd door Martin Ritt. De hoofdrollen werden gespeeld door Cicely Tyson, Paul Winfield en Kevin Hooks.
De film werd genomineerd voor vier Oscars, waaronder de Oscar voor Beste Film. De film wist uiteindelijk geen nominatie te verzilveren. 

## Rolverdeling
| Acteur                   | Personage       |
| ------------------------ | --------------- |
| Cicely Tyson             | Rebecca         |
| Paul Winfield            | Nathan Lee      |
| Kevin Hooks              | David Lee       |
| Carmen Matthews          | Mrs. Boatwright |
| Taj Mahal                | Ike             |
| James Best               | Sheriff Young   |
| Eric Hooks               | Earl            |
| Yvonne Jarrell           | Josie Mae       |
| Sylvia "Kuumba" Williams | Harriet         |
| Ted Airhart              | Mr. Perkins     |

## Prijzen en nominaties
| Jaar | Prijs                   | Categorie       | Genomineerde(n) | Uitslag     |
| ---- | ----------------------- | --------------- | --------------- | ----------- |
| 1972 | Academy Awards          | Beste film      | Beste film      | Genomineerd |
| 1972 | Beste acteur            | Paul Winfield   | Genomineerd     |             |
| 1972 | Beste actrice           | Cicely Tyson    | Genomineerd     |             |
| 1972 | Beste bewerkte scenario | Lonne Elder III | Genomineerd     |             |